# Antonín Liška
Antonín Liška (ur. 17 września 1924 w Bohumilicach (okres Prachatice); zm. 15 października 2003 w Czeskich Budziejowicach) – redemptorysta, biskup pomocniczy archidiecezji praskiej w latach 1988–1991, biskup ordynariusz czeskobudziejowicki w latach 1991–2002.
Urodził się w rodzinie rolniczej jako trzeci z dziewięciorga dzieci. Jego brat został księdzem, a trzy siostry zakonnicami. Uczył się w gimnazjum redemptorystów w Libějovicach. 15 sierpnia 1944 złożył śluby zakonne. W 1946 zdał maturę i rozpoczął studia w zakonnym seminarium w Obořiště i na Wydziale Teologicznym Uniwersytetu Karola. Po likwidacji klasztorów przez władze komunistyczne został internowany w Králíkach. Następnie służył w wojsku w oddziałach dla osóbniepewnych politycznie przez 3,5 roku. 22 września 1951 tajnie przyjął w Pradze święcenia kapłańskie. Od 1954 pracował najpierw w gospodarstwie rodziców później w różnych fabrykach. Był także członkiem Rady Narodowej w Bohumilicach. W latach 1968–1971 jawnie studiował na Wydziale Teologicznym w Litomierzycach. Nie otrzymał zgody na pracę we własnej diecezji. 15 maja 1971 został proboszczem w Poříčí nad Sázavou, Vranovie i Kozmicach w archidiecezji praskiej. W 1975 uzyskał doktorat teologii. 1 maja 1987 został kanonikiem kapituły metropolitalnej św. Wita w Pradze. 19 maja 1988 został mianowany biskupem tytularnym Vergi i pomocniczym archidiecezji praskiej. Święcenia biskupie przyjął 11 czerwca 1988. Był generalnym wikariuszem, a potem administratorem archidiecezji praskiej.
28 września 1991 został mianowany biskupem czeskobudziejowickim. W 1999 ze względu na osiągnięcie wieku emerytalnego złożył rezygnację. Papież jej nie przyjął. W 2001 został mianowany koadiutor diecezji w osobie Jiříego Paďoura, który przejął władzę w 2002.